# Стратегікони
Стратегіко́ни (тактики) — піздньоантичні візантійські трактати VI-VII ст. з військового мистецтва грецькою мовою, які традиційно приписуються візантійському імператору Маврикію.
Стратегікони були теоретичним узагальненням армійського досвіду Римської імперії й водночас практичними посібниками для ведення війни. Найвідоміший серед них — «Стратегікон», складений наприкінці VI — у першій половині VII ст., автором якого вважається візантійський імператор Маврикій. 
У статегіконах подано порівняльну характеристику військової тактики візантійців й інших народів, у тому числі і слов'ян — переважно антів та, меншою мірою, склавінів. Містять виклад важливих відомостей про політичний устрій і звичаї антів, лангобардів, франків, аварів, персів тощо. Особливий інтерес становлять поради візантійському головнокомандувачу, які узагальнюють увесь досвід верховного командування, нагромаджений римлянами і візантійцями протягом століть. Автор проводить думку, що для досягнення мети на війні можна використовувати будь-які засоби.